# Sebastian Schmidt-Hofner
Sebastian Schmidt-Hofner (* 19. März 1977) ist ein deutscher Althistoriker.
Sebastian Schmidt-Hofner legte 1996 das Abitur am Berthold-Gymnasium Freiburg ab. Er studierte Klassische Philologie und Geschichte an den Universitäten München und Oxford. Nach dem Masterabschluss in Alter Geschichte an der Universität Oxford hatte er von 2000 bis 2004 ein Promotionsstipendium der Studienstiftung des deutschen Volkes und absolvierte in dieser Zeit sein Promotionsstudium im Fach Alte Geschichte an der Universität Marburg. 2005 wurde er dort bei Malcolm Errington über die Gesetzgebung Kaiser Valentinians I. promoviert.
Von 2004 bis 2006 war er als Unternehmensberater eines mittelständischen Strategie- und Managementberatungsunternehmens tätig. Von 2006 bis 2012 war er Wissenschaftlicher Assistent am Seminar für Alte Geschichte und Epigraphik der Universität Heidelberg. 2010 erhielt er den Heinz-Maier-Leibnitz-Preis der Deutschen Forschungsgemeinschaft für herausragende Leistungen zur Erforschung der Spätantike. 2011 erfolgte die Wahl zum Fellow am Freiburg Institute for Advanced Studies (FRIAS) für das Kollegjahr 2012/13. Von 2012 bis 2014 lehrte er als Assistenzprofessor für Alte Geschichte an der Universität Basel.
Seit Februar 2014 lehrt Schmidt-Hofner als Nachfolger von Frank Kolb als Professor für Alte Geschichte an der Universität Tübingen. Seit 2016 ist er ordentliches Mitglied des Deutschen Archäologischen Instituts sowie seit 2017 des Beirates der Kommission für Alte Geschichte und Epigraphik (AEK) in München, dem er seit 2023 vorsitzt. 
Seine Forschungsschwerpunkte sind die Geschichte der Spätantike, vor allem des vierten Jahrhunderts, Fragen der Staatlichkeit und Staatswerdung in der römischen Kaiserzeit, das spätrömische Recht sowie die Raumordnung in den Kulturen des archaisch-klassischen Griechenlands.
Schmidt-Hofner ist Vorstandsmitglied (Schatzmeister) des Verbandes der Historiker und Historikerinnen Deutschlands.

## Schriften (Auswahl)
Monographien
- Das klassische Griechenland. Der Krieg und die Freiheit. Beck, München 2016, ISBN 3-406-67915-3.
- Reagieren und Gestalten. Der Regierungsstil des spätrömischen Kaisers am Beispiel der Gesetzgebung Valentinians I. (= Vestigia. Band 58). Beck, München 2008, ISBN 978-3-406-57268-5 (Rezensionen bei Sehepunkte und H-Soz-Kult).

Herausgeberschaften
- mit Olivier Hekster, Christian Witschel: Ritual dynamics and religious change in the Roman Empire. Proceedings of the Eighth Workshop of the International Network Impact of Empire (Heidelberg, July 5–7, 2007) (= Impact of Empire. Band 9). Brill, Leiden u. a. 2009, ISBN 978-90-04-17481-8.
- mit Peter Eich, Christian Wieland: Der wiederkehrende Leviathan. Staatlichkeit und Staatswerdung in Spätantike und Früher Neuzeit (= Akademie-Konferenzen, Heidelberger Akademie der Wissenschaften. Band 4). Winter, Heidelberg 2011, ISBN 3-8253-5667-1.
- mit Peter Eich, Claus Ambos: Raum-Ordnung. Raum und soziopolitische Ordnungen im Altertum (= Akademiekonferenzen, Heidelberger Akademie der Wissenschaften. Band 18). Winter, Heidelberg 2016, ISBN 978-3-8253-6429-8.